# MYT1
MYT 1 (Myelin transcription factor 1) là một protein ở người được mã hóa bởi gen MYT1.

## Bản đồ đường đi tương tác
Bản mẫu:MECP2andAssociatedRettSyndrome WP3584

## Tương tác
MYT1 đã cho thấy có tương tác với PIN1.